# Wadi Ar'ar

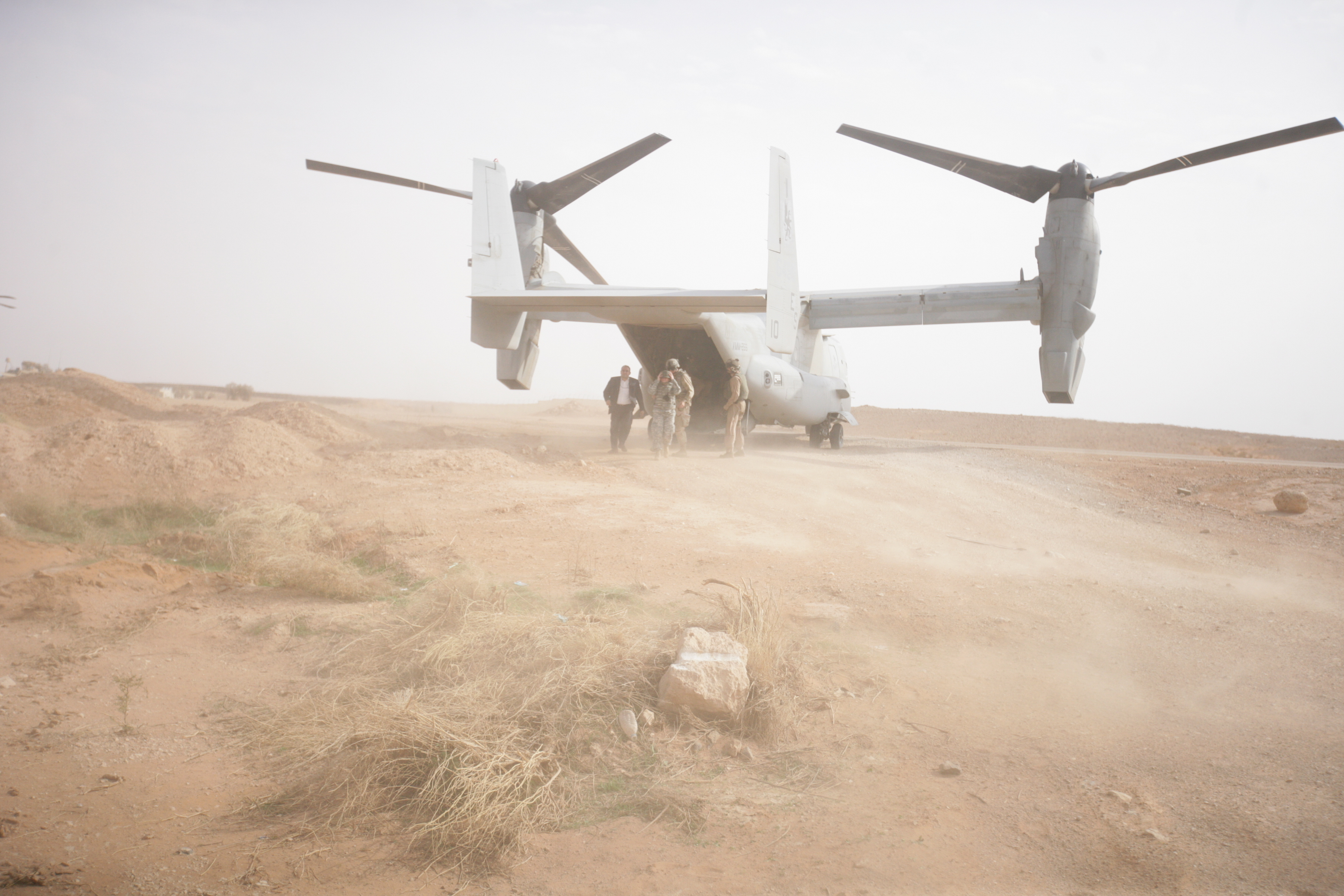
Regiunea Arar, Irak.

Wadi Arar cunoscută și sub numele de Wadi 'Ar'ar și Wādī 'Ar'ar este un curs de apă în partea centrală a  frontierelor nordice din Arabia Saudită. Wadi Arar pornește la aproximativ 125 km de la orașul Arar, curge de la sud-vest la nord-est, pe lângă orașul Arar și fuzionează cu multe Wadis și Sha'ibs, înainte de a trece granița în Irak.
Wadi este situat între latitudinea de 31°00'nord N și 30°45'N și longitudine]a de 40°30'E și 41°05' E.
Wadi este unul dintre uedurils din tribul lui ʿAnizah, care se varsă în valea Eufrat din Irak, și împreună cu Wadi Al-Khurr este una dintre cele mai mari dintre aceste wadi. Este situată la o altitudine de 568 de m deasupra nivelului mării.
De-a lungul cursului său, roca de bază regională este formată predominant din calcar cretacic și gresie cretacică cu straturi minore de dolomită și nămol. Există, de asemenea, Wadis mici și Sha'ib extinse în întreaga zonă. Wadi Arar este una dintre cele mai mari din zonă. Este legat de cuvântul „Ara + Yan = arayan” ceea ce înseamnă că oamenii au trăit în bazinul Ara unul l#ng[ celălalt ca acum o zi. Vom folosi cuvântul Ara + indianul Yan „Arabi+yan = arebiyan” ca cei care trăiesc în ara sau bazinul râului Arax numit Ara + yan = arian.